# Heeres-Küsten-Batterie 17./976 Bud

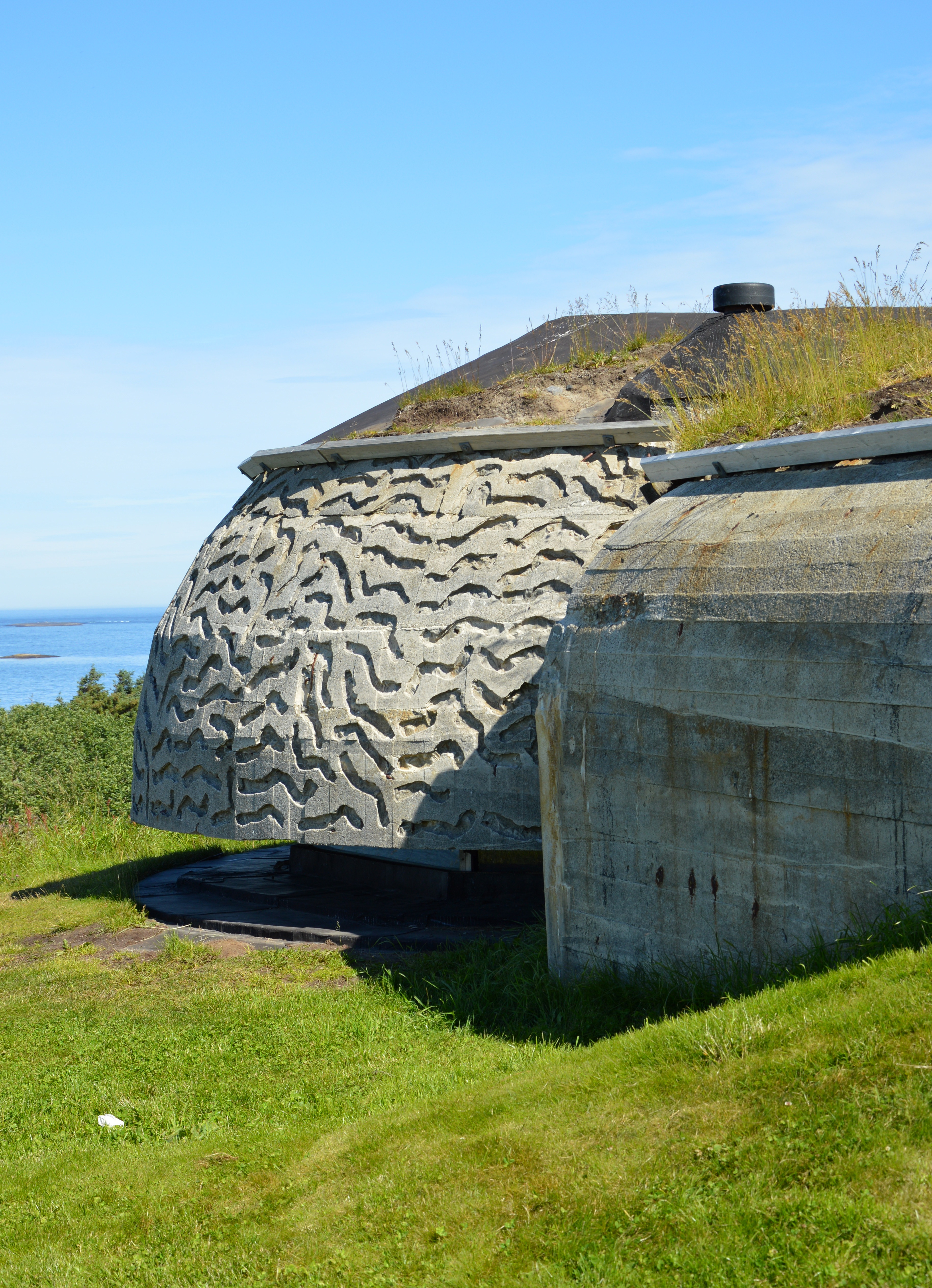
Teil der Heeres-Küsten-Batterie, 2017

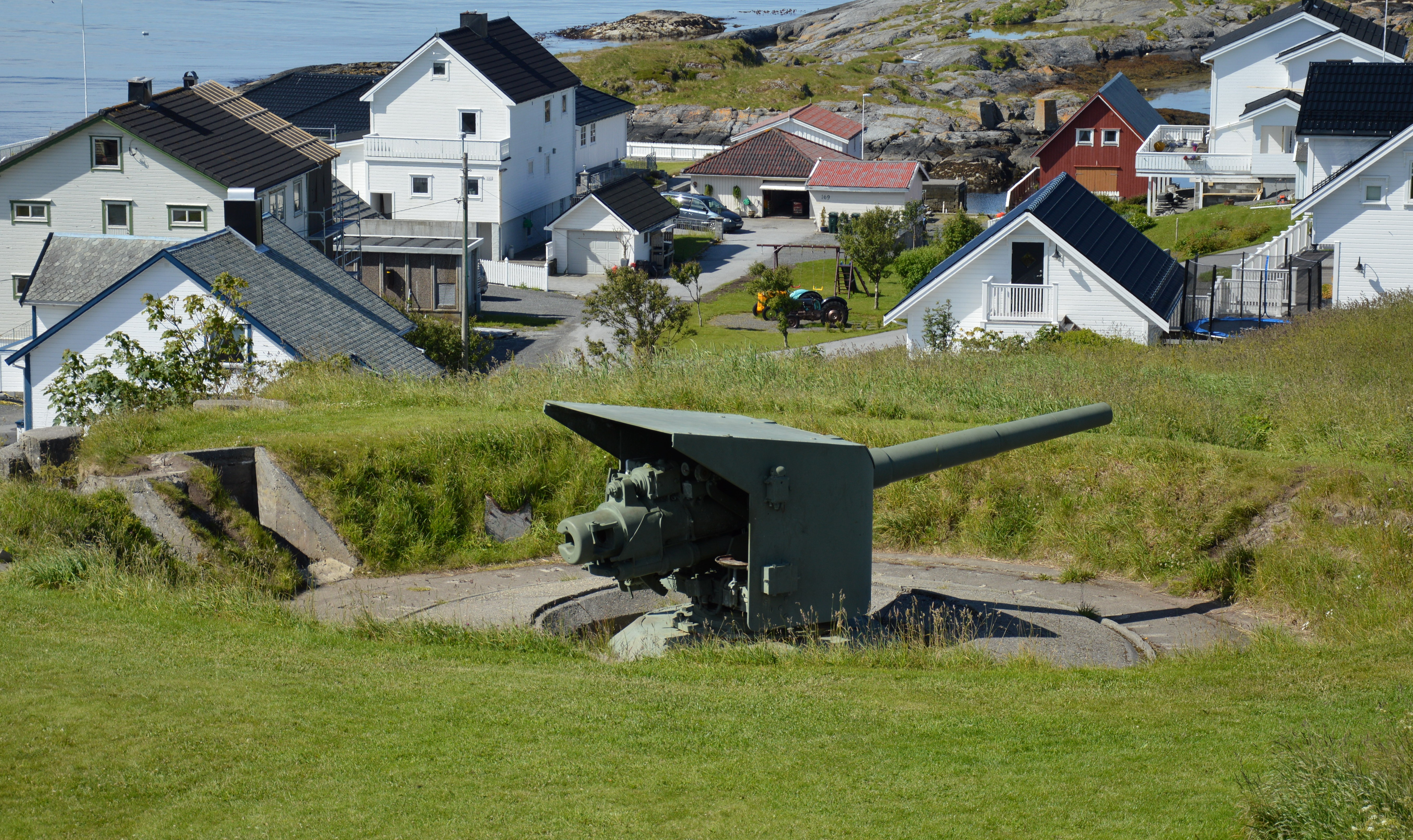
Geschütz

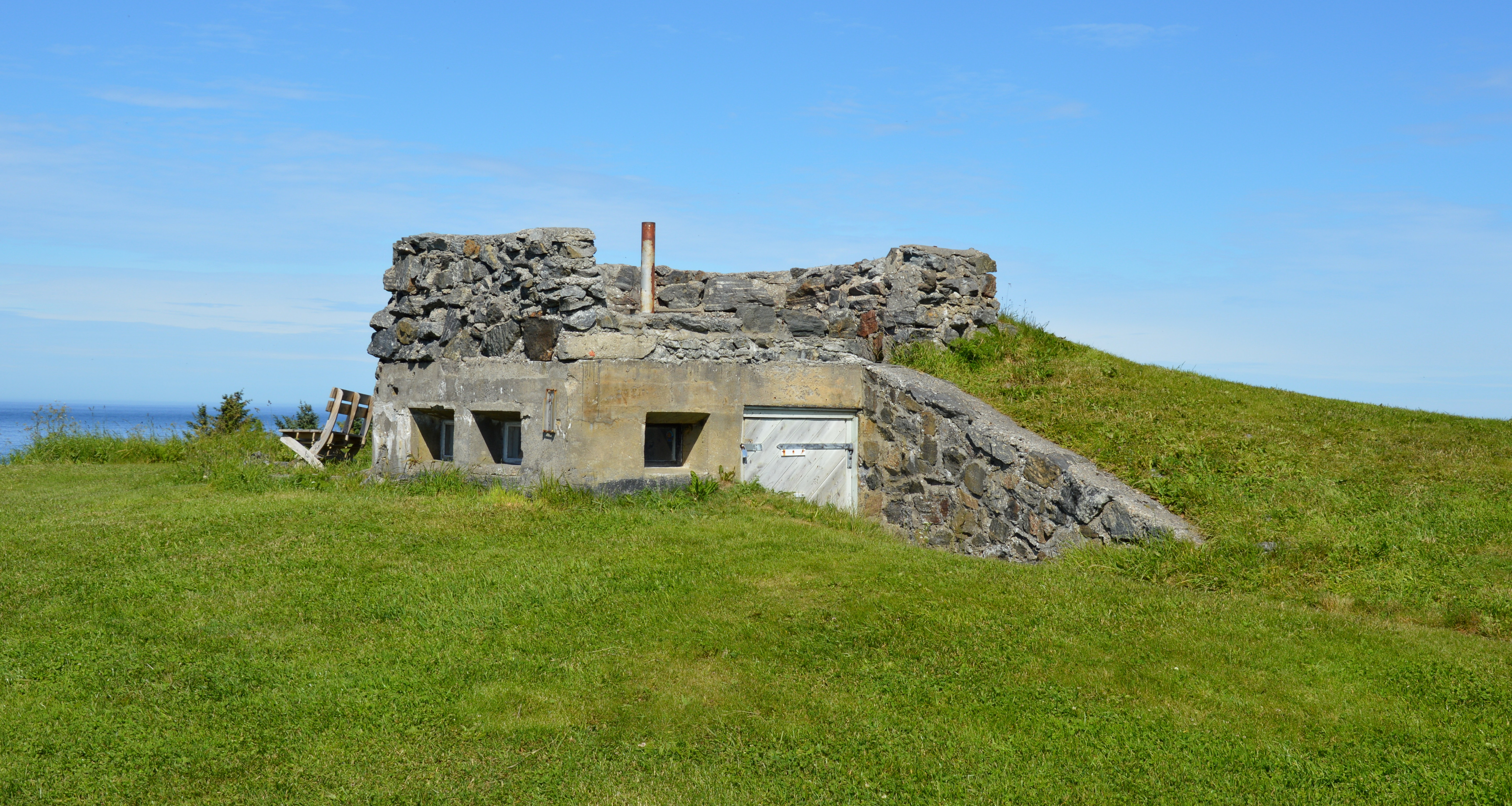
Bauten

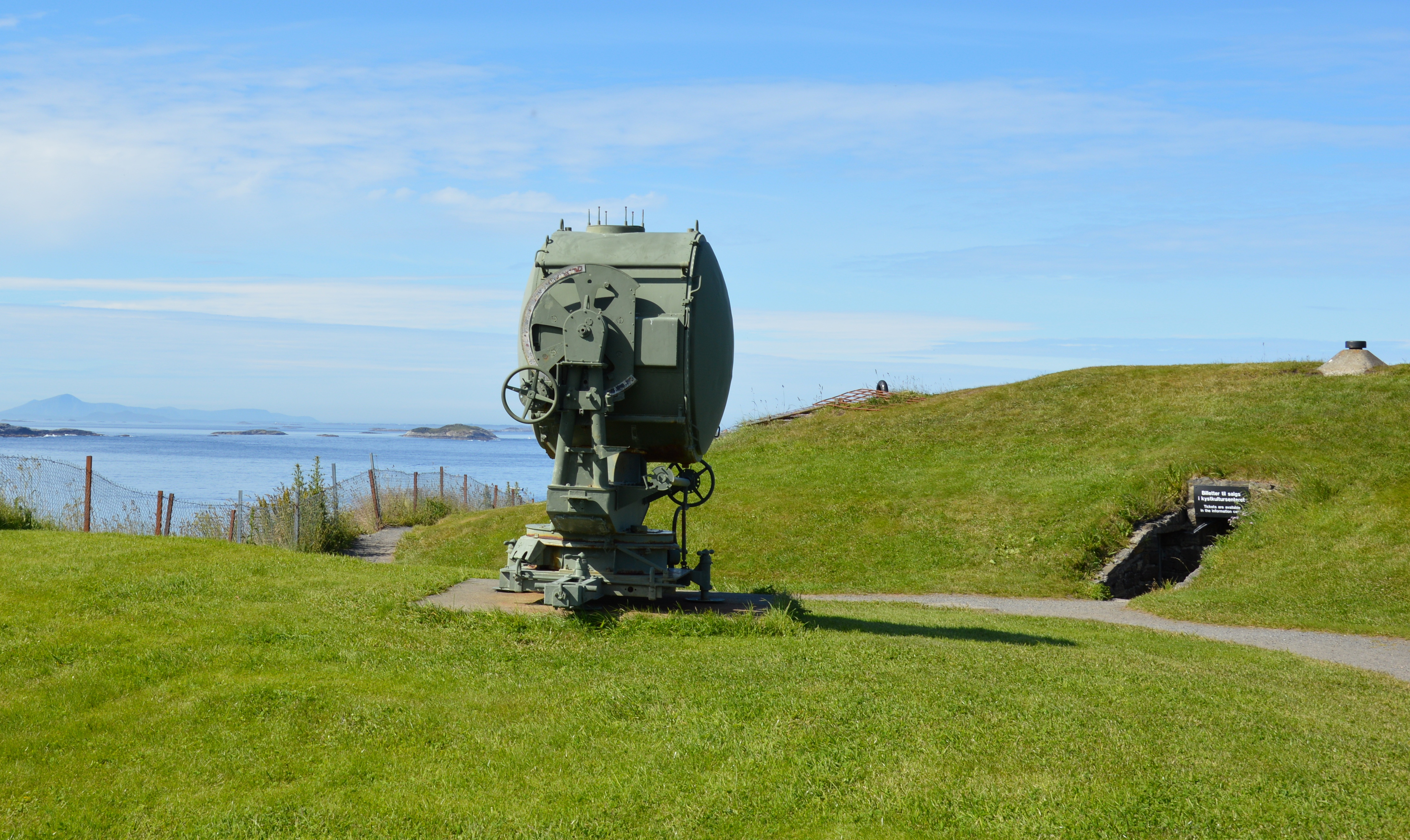
Scheinwerfer

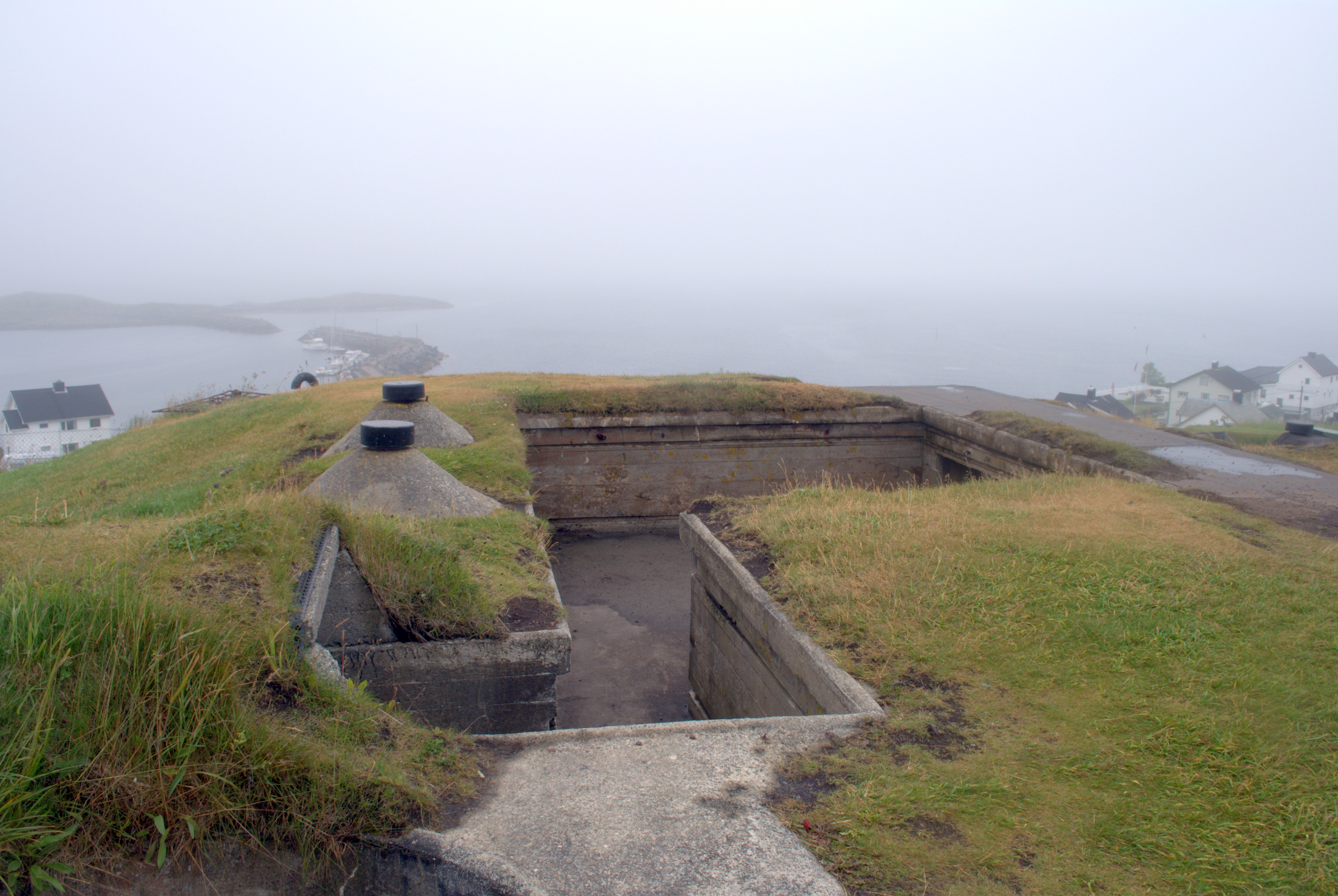
2012

Die Heeres-Küsten-Batterie 17./976 Bud ist eine ehemalige deutsche Küstenbatterie im Dorf Bud in der norwegischen Gemeinde Hustadvika. Die Reste der denkmalgeschützten Anlage werden heute als Museum Ergan Kystfort betrieben.

## Lage
Die Batterie liegt erhöht auf dem Hügel Ergan im nördlichen Teil des Dorfes unmittelbar an der Küste des Europäischen Nordmeers am Zugang zum Harøyfjord. Südöstlich befindet sich die Kirche von Bud, südlich der Steinpark. Auf dem Gelände befindet sich der Bautastein von Bud.

## Geschichte der Batterie
Im Zuge der Besetzung Norwegens durch deutsche Truppen während des Zweiten Weltkriegs erreichte das deutsche Militär Anfang Mai 1940 Bud und Ergan. Die Aufstellung der Heeresküstenartillerie-Abteilung 486 erfolgte im Mai 1941 in Berlin. Zu ihr gehörte die ab dem Frühling 1941 mit vier Geschützen errichtete Heeresküstenbatterie 976 in Bud. Sie war Teil des Atlantikwalls. Die Räume der Batterie, darunter der Gefechtsstand, wurden in den Felsen geschlagen. Beim Bau wurde 1941 der 1933 errichtete Bautastein von Bud niedergelegt. Die Arbeiten zum Bau der Batterie waren im Jahr 1943 abgeschlossen. Bis 1945 fanden jedoch immer wieder weitere Arbeiten statt. Der Bau erfolgte durch die Organisation Todt, die mit 40 Personen die Konstruktion und den Bau abwickelte. Für die Bauarbeiten wurden 110 polnische, im Schulhaus untergebrachte, und 40 sowjetische, im Bedehuset lebende, Kriegsgefangene eingesetzt.
Die Anlage war einer von 1500 Verteidigungsbauten entlang der norwegischen Küste. Der Bau erfolgte, um einer befürchteten Landung der Alliierten von der See her zu begegnen und den Bereich der Küste von Romsdal zu sichern.
Die Besatzung der Batterie umfasste etwa 90 Soldaten. Neben zwei Offizieren waren 13 Unteroffiziere, 52 Mann Besatzung und 20 Infanteristen eingesetzt. Außerdem wurden acht Soldaten für die Flugabwehr hierher abkommandiert. Zur Anlage gehörte auch der in Kjeska eingerichtete Seeverteidigungsradar und das entsprechende Verbindungspersonal. Die Batterie gehörte zum Heer, unterstand jedoch für Operationen auf See dem deutschen Seekommandanten Molde. Landseitig unterstand sie der in Dombås stationierten Infanteriedivision.
Militärisch kam die Batterie nur einmal tatsächlich zum Einsatz. Das Verhältnis zur örtlichen Bevölkerung war angespannt. Dies ergab sich aus einer groben Behandlung der Kriegsgefangenen durch die deutsche Seite. 1942/43 erfolgte aus einem militärtechnischen Zweck heraus, der Abriss von 36 Wohnhäusern, acht Scheunen und mehreren weiteren an der Küste befindlichen Bauten, was für die betroffene Zivilbevölkerung katastrophal war. Die örtliche Bevölkerung engagierte sich für die Kriegsgefangenen und schloss sich in Teilen dem zivilen und militärischen Widerstand an. Dies äußerte sich im Kirchenkampf, Schulkampf und passivem Widerstand der örtlichen Behörden. Größere Widerstandsaktionen und repressive Reaktionen der deutschen Seite blieben jedoch aus.
Nach der deutschen Kapitulation wurde die Batterie dann von Mai bis November 1945 demontiert. Während die Baracken und das Inventar verkauft wurden, versenkte man die Waffen und die Munition im Meer. Der niedergelegte Bautastein wurde 1946 wieder errichtet.

## Museum
Das Museum gehört zu den Romsdalmuseet. Es verfügt in einem eigens auf dem Gelände errichteten Museumsgebäude über einen 100 Sitzplätze fassenden Hörsaal sowie Besprechungsräume, Garderobe und Küche. Es behandelt zum einen die Thematik des Zweiten Weltkrieges. Es zeigt die restaurierte Militäranlage samt Waffen, Ausrüstungen, technischen Details und persönlicher Gegenstände. Dabei wird auch die lokale Geschichte in dieser Zeit thematisiert.
In einem anderen Teil wird eine Küsten-Kulturausstellung gezeigt, die dem Leben an der Küste seit der Steinzeit gewidmet ist. So wird über die Geschichte des Fischerdorfes Bud, der Unterwasserarchäologie mit Wrackfunden in der Hustadvika, der Erschließung des Gasfeldes Ormen Lange sowie der jüngsten Kulturgeschichte der Region. Ein Film informiert über die Storegga-Rutschung. Ein weiteres Thema ist die Geschichte der Fischzucht, der Fischerei von Dorsch und Hering sowie dem Klippfisch und der Verarbeitung von Seetang. Außerdem wird die Gefährlichkeit der Küste insbesondere anhand der Schilderung des Untergangs des DS Rokta am 3. April 1938 bei Gallerskjæra geschildert.